# Jean-François Deberg
Jean-François Deberg (17 november 1981) is een Belgisch wielrenner en paralympiër.
Op de Paralympische Spelen van 2016 behaalde hij brons op de ploegaflossing samen met Christophe Hindricq en Jonas Van de Steene en behaalde de 4de plaats op zowel de tijdrit als de wegrit. 

## Prestaties
- 2019: Wereldkampioenschap te Emmen: Wegrit:
- 2019: Wereldbeker te Corridonia: Wegrit:
- 2019: Wereldbeker te Corridonia: Tijdrit:
- 2018: Wereldkampioenschap te Maniago: Wegrit:
- 2018: Wereldbeker te Emmen: Wegrit:
- 2017: Wereldbeker te Ostende: Tijdrit:
- 2016: Paralympische Zomerspelen 2016 te Rio: Ploegaflossing: H2-H5:
- 2016: Paralympische Zomerspelen 2016 te Rio: Wegrit H3: 4de plaats
- 2016: Paralympische Zomerspelen 2016 te Rio: Tijdrit H3: 7de plaats
- 2016: Wereldbeker te Bilbao: Ploegaflossing:
- 2016: Wereldkampioenschap te Nottwil: Ploegaflossing: 4de
- 2015: Wereldbeker te Pietermaritzburg:Wegrit:
- 2015: Wereldbeker te Pietermaritzburg: Tijdrit:
- 2014: Wereldkampioenschap te Greenville: Ploegaflossing: 4de
- 2013: Wereldbeker te Segovia: Wegrit:
- 2013: Wereldbeker te Segovia: Tijdrit: